# Apatura laverna
Apatura laverna (лат.) — дневная бабочка из семейства нимфалид (Nymphalidae).

## Описание
Длина переднего крыла самцов: 30—40 мм, самок: 33—41 мм. Переднее крыло самцов у основания с 2 широкими желтыми штрихами, одним в центральной ячейки, вторым — под ней. На задних крыльях жёлтые пятна постдискального и субмаргального рядов одинаковые по ширине. Крылья самки на верхней стороне чёрные с белыми пятнами и перевязью. Центральная ячейка на переднем крыле с белым пятном в середине.
Центральные ячейки передних и задних крыльев не замкнуты. На передних крыльях жилки R1, R2 не ветвятся и берут начало от центральной ячейки. R3, R4, R5 имеют общий ствол, который также начинается от центральной ячейки. Жилки R1 и R2 выходят к костальному (переднему) краю переднего крыла, жилка R3 к вершине, а жилки R4 и R5 к наружному краю. Задние крылья с небольшим глазком в анальном углу. Голова с голыми глазами (без волосков), губные щупики покрыты чешуйками. Усики с постепенно утолщающейся булавой. Самки крупнее самцов.

## Ареал
Вид распространён в Северном и Западном Китае.